# Junction (Utah)
Junction ist ein Ort und County Seat von Piute County im US-Bundesstaat Utah. Das U.S. Census Bureau hat bei der Volkszählung 2020 eine Einwohnerzahl von 212 ermittelt.

## Geographie
Der Ort bedeckt eine Fläche von 38,7 km² (15,0 mi²), davon sind 1,5 km²  Wasserflächen.

## Demographie
Am 1. Juli 2005 lebten im Ort 171 Menschen, die sich auf 65 Haushalte und 45 Familien verteilen.

### Altersstruktur
| Bevölkerung | Jahre   | Anteil  |
| ----------- | ------- | ------- |
| unter       | 18      | 29,90 % |
| von         | 18 – 24 | 7,90 %  |
| von         | 25 – 44 | 19,80 % |
| von         | 45 – 64 | 22,60 % |
| über        | 65      | 19,80 % |

- Das durchschnittliche Alter beträgt 39 Jahre.